# Asellus primoryensis
Asellus primoryensis és una espècie de crustaci isòpode pertanyent a la família dels asèl·lids.

## Distribució geogràfica
Es troba a Àsia: Sibèria.